# Drotebanol
Drotebanol – organiczny związek chemiczny, półsyntetyczny opioid, pochodna tebainy. Znajduje się w grupie I-N Ustawy o przeciwdziałaniu narkomanii. Jest objęty Jednolitą konwencją o środkach odurzających z 1961 roku (wykaz I).